# オムニマン
オムニマン（Omni-Man、Nolan Grayson（ノーラン・グレイソン）は、イメージユニバースの架空のキャラクター。オムニマンはインビンシブルの父親であり、超人的な力や、超高速移動能力、飛行能力を持ち、事実上不死身である地球外起源のヒューマノイド種であるビルトマイト種族。ビルトマイト種族の男性によく見られる大きな口ひげが特徴。
2009年、オムニマンはIGN発表の偉大な漫画本の悪役の93位にランクインした。ランクインの理由としてIGNは特徴的な口ひげを挙げている。 
テレビシリーズ『インビンシブル ～無敵のヒーロー～』では、オムニマンの声はJ・K・シモンズが担当している。

## 人物像
オムニマンは1980年代に地球にやってくると、ノーラン・グレイソンというベストセラー作家の名前を名乗り地球人としての生活を始める。オムニマンは、自身が命を救ったデビーという女性と結婚し、2人は息子のマーク・グレイソンを授かる。 当初ノーランは、地球に来た目的を人間の技術を進歩させ地球外の危険から人間を守ることと主張していたが、ノーランの真の正体はビルトラム帝国から地球を征服するために送られた侵略者だと判明する。その後まもなく、この事実を知った息子マークと対決することになり、マークを瀕死の状態にまで打ち負かした後、地球を後にした。 
その後、ノーランは地球での失敗を反省し、やり直すべく、新たな惑星の征服に着手する。 惑星の先住民であるマンティス・エイリアン（9か月の寿命をもつ昆虫型生命体）は慣習的に最年長者を種族の長としていた。そのため、ノーランの征服活動は地球と比べ平和に行われることになった。オムニマンは地球にいた時と同様に、惑星の先住民のアンドレッサを妻にし、オムニマンにとって2人目となる息子オリバーを授かる（オリバーはその後、地球のインビンシブルと行動を共にするときは「キッドオムニマン」というニックネームを名乗るようになる）。しかし、ビルトラム人とカマキリであるマンティス・エイリアンの間の遺伝的差異は、ビルトラム人と人間の間よりも顕著であり、オリバーはこの遺伝的差異により、母親であるマンティス・エイリアンよりもゆっくりではあるものの、父親であるビルトラム人と比べるとはるかに急速に老化していった。
オムニマンはビルトラム帝国と和解しようとしたが、結局帝国に敗れ捕まってしまう。ビルトラム帝国はオムニマンを監禁し、腕利きのビルトラム人の死刑執行人にノーランを処刑させようとする。ノーランは連れ去られる前に、息子マークに「私の本を読め、マーク。私の本を. . .」と言葉を遺す。のちにマークは仕立て屋のアーサー・ローゼンバウムとの会話で、父ノーランの言う本はオムニマンの旅行記のことではなく、駄作に終わったサイエンスフィクション小説シリーズであることを知る。アーサーはサイエンスフィクション小説シリーズの物語がビルトラム人の民間伝承ではないかと考えていたが、マークは直感的に、小説はビルトラム帝国を壊滅し得る脅威を破壊するミッションに出たノーランの物語であると勘付く。この小説は、ビルトラム帝国の弱点を知るための重要なヒントになるものであった。 
オムニマンはのちにアレン（Allen the Alien）により処刑執行当日に救われる。オムニマンはアレンにビルトラム人は絶滅の危機に瀕しており、純血のビルトラム人は50人以下にまで減っていることを明かす。信じられないほど強力な新たな仲間に勇気づけられ、オムニマンは共にビルトラム帝国を倒すために立ち上がる。銀河をわたる冒険に出たオムニマンは、地球にいるマークとオリバーの元に戻る道中、ビルトラム人との戦いに備えて武器や仲間を集める。途中、オムニマンらはビルトラム人のコンクエストの奇襲を受ける。コンクエストはのちにインビンシブルに倒されるが、この戦いでマークは重傷を負う。マークが回復している間、オムニマンことノーランはオリバーと再開し絆を深めていく。
最後の戦いで、反ビルトラム勢力が勝利を収め、ビルトラム星を制圧し、ビルトラム人は散り散りになった。ノーランはビルトラム星の摂政スラッグとの戦いで重傷を負う。スラッグはビルトラム人の生き残りを密かに地球に送り、人間と交配させることで、密かにビルトラム帝国の再興を企んでいた。のちにノーランがかつてのビルトラム王アーガイルの子孫であり、正当な王位継承者であることがわかると、両者の緊張が高まり、激しい戦いに発展する。ノーランはスラッグに圧倒されるが、ノーランを王であると認めたビルトラム人たちが味方し、スラッグは降参し逃亡する。ノーランはその後、ビルトラム帝国の統治者として戴冠される。
ノーランはビルトラム人の子孫が地球に存在していることを知っていたが、地球人に良い影響を与えているとし、ビルトラム人が地球に住むことを良いことであると考えるようになる。ノーランは、アニッサがマークをレイプしたことや、オリバーが死んだことを悲しむ。マークは地球のビルトラム人をスラッグとの戦いに派遣するというアランの意見に賛同し、その戦いの中でノーランはスラッグに瀕死の重傷を負わされる。戦いにより瀕死となったノーランはマークに最期の言葉を遺し、その中でマークを自身の後継者としてビルトラム帝国の皇帝に指名する。その後、マークの息子マーキー（アニッサがマークをレイプした際にできた子供）はノーランの墓を訪れ、ノーランの遺志を受け継ぐことを誓うのだった。

## 能力
オムニマンは、超人的な力、スタミナと持久力、ほぼ無敵の体、強化された治癒因子、遅い老化、高速飛行、恒星間航行などの能力をもつ。

## テレビ版情報
テレビ版シリーズ『インビンシブル』では、JKシモンズがオムニマンの声を担当している。